# Солдед (Каліфорнія)
Солдед (англ. Soledad) — місто (англ. city) в США, в окрузі Монтерей штату Каліфорнія. Населення — 24 925 осіб (2020).

## Географія
Солдед розташований за координатами 36°26′13″ пн. ш. 121°18′52″ зх. д. / 36.43694° пн. ш. 121.31444° зх. д. (36.437023, -121.314540).  За даними Бюро перепису населення США в 2010 році місто мало площу 11,82 км², з яких 11,43 км² — суходіл та 0,39 км² — водойми.

## Демографія
Згідно з переписом 2010 року, у місті мешкало 25 738 осіб у 3664 домогосподарствах у складі 3264 родин. Густота населення становила 2177 осіб/км².  Було 3876 помешкань (328/км²).
Расовий склад населення:
| - 49,1 % — білих - 11,4 % — чорних або афроамериканців - 2,9 % — азіатів - 1,4 % — корінних американців - 0,4 % — вихідців з тихоокеанських островів - 31,8 % — осіб інших рас |

До двох чи більше рас належало 2,9 %. Частка іспаномовних становила 71,1 % від усіх жителів.
За віковим діапазоном населення розподілялося таким чином: 22,0 % — особи молодші 18 років, 73,4 % — особи у віці 18—64 років, 4,6 % — особи у віці 65 років та старші. Медіана віку мешканця становила 34,9 року. На 100 осіб жіночої статі у місті припадало 235,5 чоловіків;  на 100 жінок у віці від 18 років та старших — 301,8 чоловіків також старших 18 років.
Середній дохід на одне домашнє господарство  становив 63 311 долар США (медіана — 51 161), а середній дохід на одну сім'ю — 62 350 доларів (медіана — 48 883). Медіана доходів становила 32 879 доларів для чоловіків та 26 076 доларів для жінок. За межею бідності перебувало 19,7 % осіб, у тому числі 26,9 % дітей у віці до 18 років та 17,6 % осіб у віці 65 років та старших.
Цивільне працевлаштоване населення становило 5827 осіб. Основні галузі зайнятості: сільське господарство, лісництво, риболовля — 30,8 %, освіта, охорона здоров'я та соціальна допомога — 12,3 %, роздрібна торгівля — 9,8 %, виробництво — 8,9 %.